# Ster

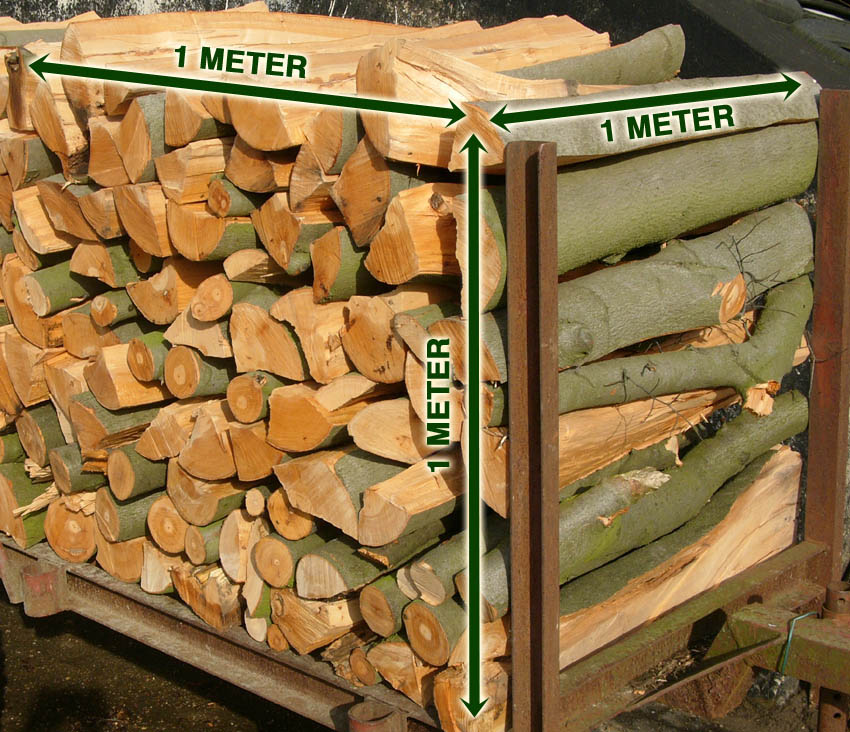
Suport metalic pentru măsurarea unui ster de lemn de foc

Ster (din greacă στερεός, pronunțat stereos, însemnând "solid", pe filieră franceză stère, plural  steri, având simbolul st), denumit și metru ster, este o unitate de măsură pentru volume, egală cu un metru cub, întrebuințată la cubajul (măsurarea volumului) lemnelor așezate în stive regulate.

### Metrul ster vs. metrul cub
Lemnul utilizat la încălzirea locuințelor se vinde cel mai adesea fasonat în steri, unitatea de măsură fiind metrul ster sau metrul cub. Nu de puține ori se face confuzie între cele două unități de măsură, de aceea prezentăm aici care sunt diferențele între cele două noțiuni.
Este bine de știut că dintr-un arbore care se recoltează se obține în cele mai multe situații atât lemn de lucru, adică lemn care datorită dimensiunilor și lipsei defectelor se pretează pentru diverse prelucrări industriale (furnire, cherestea, placaje ș.a.), cât și lemn de foc. Lemnul destinat încălzirii este lemnul cu dimensiuni mai mici și însușiri tehnologice inferioare.
În vederea manipulării lemnului de foc, acesta se fasonează la locul recoltării sau în depozite în steri, adică în piese cu lungimea de 1 metru sau în dublu steri, cu lungimea de 2 metri. Aceste piese se stivuiesc în figuri geometrice regulate în vederea determinării volumului. O stivă de lemn fasonat în steri cu dimensiunile de 1 metru lungime, 1 metru lățime și 1 metru înălțime are volumul aparent de 1 metru cub (1 m x 1 m x 1 m), dar trebuie să ținem cont de faptul că printre piesele de lemn se află spații cu aer. Volumul aparent de 1 metru cub care conține atât piesele de lemn cât și golurile dintre acestea se numește metru ster. În urma determinărilor experimentale s-a stabilit că volumul aerului dintre piesele de lemn poate varia între 0,30 și 0,40 din volumul aparent, în funcție de cât de bine sunt așezate lemnele în respectiva stivă. Așadar, un metru ster are 0,60 – 0,70 metri cubi de lemn și 0,40 – 0,30 metri cubi de aer. Raportul dintre volumului de lemn și volumul aparent al stivei poartă denumirea de factor de cubaj. În practica ocoalelor silvice, lemnul pe care îl vând populației pentru încălzire se sortează în două categorii, în funcție de calitate. Lemnul de calitatea I este superior pentru că este de regulă mai gros, mai drept și cu defecte mai puține. Pentru acesta se aplică un factor de cubaj de 0,68, ceea ce înseamnă că într-un metru ster avem 0,68 metri cubi de lemn, iar pentru lemnul de calitatea a II-a, mai subțire, mai strâmb și cu defecte mai multe aplicăm un factor de cubaj de 0,62.
Să presupunem că vrem să verificăm volumul de lemn dint-o mașină pe care urmează să-l cumpărăm. Trebuie să îi măsurăm (în metri) cele trei dimensiuni (lungime, lățime și înălțime) și să le înmulțim. Vom afla astfel volumul aparent sau volumul în metri steri. Pentru a afla volumul în metri cubi îl vom înmulți cu 0,68 pentru lemn de foc de calitatea I sau 0,62 pentru lemnul de foc de calitatea a II-a.
Dacă apreciem că factorul de cubaj nu este corect pentru încărcătura respectivă, acesta se poate determina prin metoda diagonalelor. Pe fața stivei desenăm un pătrat cu latura de 0,71 metri și materializăm diagonalele. Pe traseul ambelor diagonale măsurăm (în centimetri) segmentele care vin pe capătul sterilor. Cumulăm apoi segmentele astfel măsurate, transformăm în metri prin împărțire la 100 și apoi împărțim la 2 (pentru că am măsurat ambele diagonale). Rezultatul va fi factorul de cubaj cu care trebuie să înmulțim volumul aparent pentru a afla volumul în metri cubi.
De regulă, lemnul de esență tare cântărește, uscat, între 750-850 kg pe 1 m³ plin. Prin urmare, aplicând coeficientul de 0,66, un ster va cântări între 495 și 561 kg de lemn de foc, iar un dublu-ster în jur de o tonă de lemn.